# Pierres aux Saints
Les Pierres aux Saints sont un ensemble de quatre stèles funéraires situées à Broye, dans le département de Saône-et-Loire, en France.

## Présentation
Les stèles font l’objet d’une inscription au titre des monuments historiques en 1953.

## Description
Les quatre pierres sont des stèles funéraires datées de l'époque gallo-romaine.